# 山口信夫
山口 信夫（やまぐち のぶお、1924年12月23日 - 2010年9月14日）は、日本の実業家。第17代日本商工会議所会頭、元旭化成代表取締役会長・代表取締役名誉会長。2007年旭日大綬章。

## 来歴・人物
広島県甲奴郡総領町（現・庄原市）出身。1942年広島高等師範学校附属中学（現広島大学附属高校）卒業、1943年陸軍予科士官学校卒業を経て、1945年6月陸軍士官学校（58期）を首席で卒業し、少尉として平壌へ出征。ソ連タタール共和国での抑留生活を経験した。
復員後の1952年東京商科大学 (旧制)（現・一橋大学）卒業、同年旭化成入社。同社の「中興の祖」宮崎輝元社長の右腕となり、1974年住宅事業部長に就任し赤字部門からグループ内で最も利益を上げる部門に転換させた。
常務、副社長を経て1992年、宮崎会長が現職のまま死去すると代表取締役会長に就任。グループ内の多くの事業を再編成、同社を日本一の総合化学会社に躍進させ、世界でも12位にランクされた（2000年）。弓倉礼一、山本一元、蛭田史郎、藤原健嗣といった歴代社長人事を決定するなど、宮崎亡き後の絶対権力者として長年君臨した。
また、宮崎が種を蒔いたといわれる、総花的に活動を行っていた社内スポーツ部を陸上競技部、柔道部、バレーボール部の三つのみに集中した。この三つの部は日本有数の強豪チームに育ち、多くのオリンピックメダリストや選手、指導者を輩出した。
2001年から外務省顧問、2004年から読売新聞グループ本社監査役。その他積水化学工業取締役、東京商工会議所副会頭、アサヒビール取締役、日本テレビ放送網取締役などを歴任。2001年7月12日、日本商工会議所会頭に就任した。
他に株式会社旭リサーチセンター代表取締役会長、財団法人日本本容器包装リサイクル協会理事長、21世紀臨調特別顧問、中小企業庁中小企業政策審議会会長、日本銀行参与、財団法人財務会計基準機構評議員、日本経済団体連合会常任理事、日本産業デザイン振興会（グッドデザイン賞）会長、地上デジタル推進会議議長、全日本実業柔道連盟会長、アサヒビール取締役、財団法人国民精神研修財団理事長、全国防衛協会連合会会長、東京都防衛協会会長、21世紀臨調特別顧問、同台経済懇話会副代表幹事、住宅生産団体連合会会長他、多くの役職を務めていた。
巨人を応援する財界人の団体「燦燦会」の会長を2007年から務めた。2007年石原慎太郎東京都知事の三選目の選挙において参謀を務めた。2007年11月日本商工会議所名誉会頭、2008年10月、民営化された株式会社商工組合中央金庫取締役就任。2008年10月から財団法人国民政治協会第9代会長。
郷里広島関係の貢献では、竹下虎之助広島県知事が広島の県勢活性化のため、東京で活躍する広島出身の経済人に知恵を借りようと組織した「広島県産業懇話会」のメンバーでもあった。
2010年9月14日、心不全の為東京都中央区の病院で死去。85歳没。2011年度3億8400万円の役員報酬が支払われた。叙正三位。

## 略歴
- 1924年12月 広島県生まれ
- 1945年 陸軍士官学校卒業（首席）
- 1952年 東京商科大学 (旧制)（現・一橋大学）卒業、旭化成入社
- 1992年4月 旭化成株式会社代表取締役会長
- 2001年7月 日本商工会議所会頭、外務省顧問
- 2007年11月 日本商工会議所名誉会頭
- 2008年10月 株式会社商工組合中央金庫取締役
- 2010年4月 旭化成株式会社代表取締役会長退任、同社代表取締役名誉会長
- 2010年9月 死去

## 関係書籍
- 『人間山口信夫―信じた道を曲げず』（綱淵昭三著、中央公論新社、2007/8、ISBN 978-4120038471）